# Oppidum Nevězice
Nevězice jsou keltské oppidum z pozdní doby laténské s rozlohou třináct hektarů, které se nachází na ostrožně Hrad (též Peklo) nad levým břehem vodní nádrže Orlík jihovýchodně od obce Nevězice. Hradiště je chráněné jako kulturní památka ČR.
Bylo postaveno kolem roku 120 př. n. l. v místě osídlení z pozdní doby bronzové. Opevnění bylo tvořeno kruhovými hradbami se dvěma bránami. Byl zde použit obdobný stavební postup jako u oppida Hrazany, kvalita hradeb srovnatelná s hrazanskou hradbou byla zajištěna přísunem stavebního kamene ze vzdálenosti až několika kilometrů.

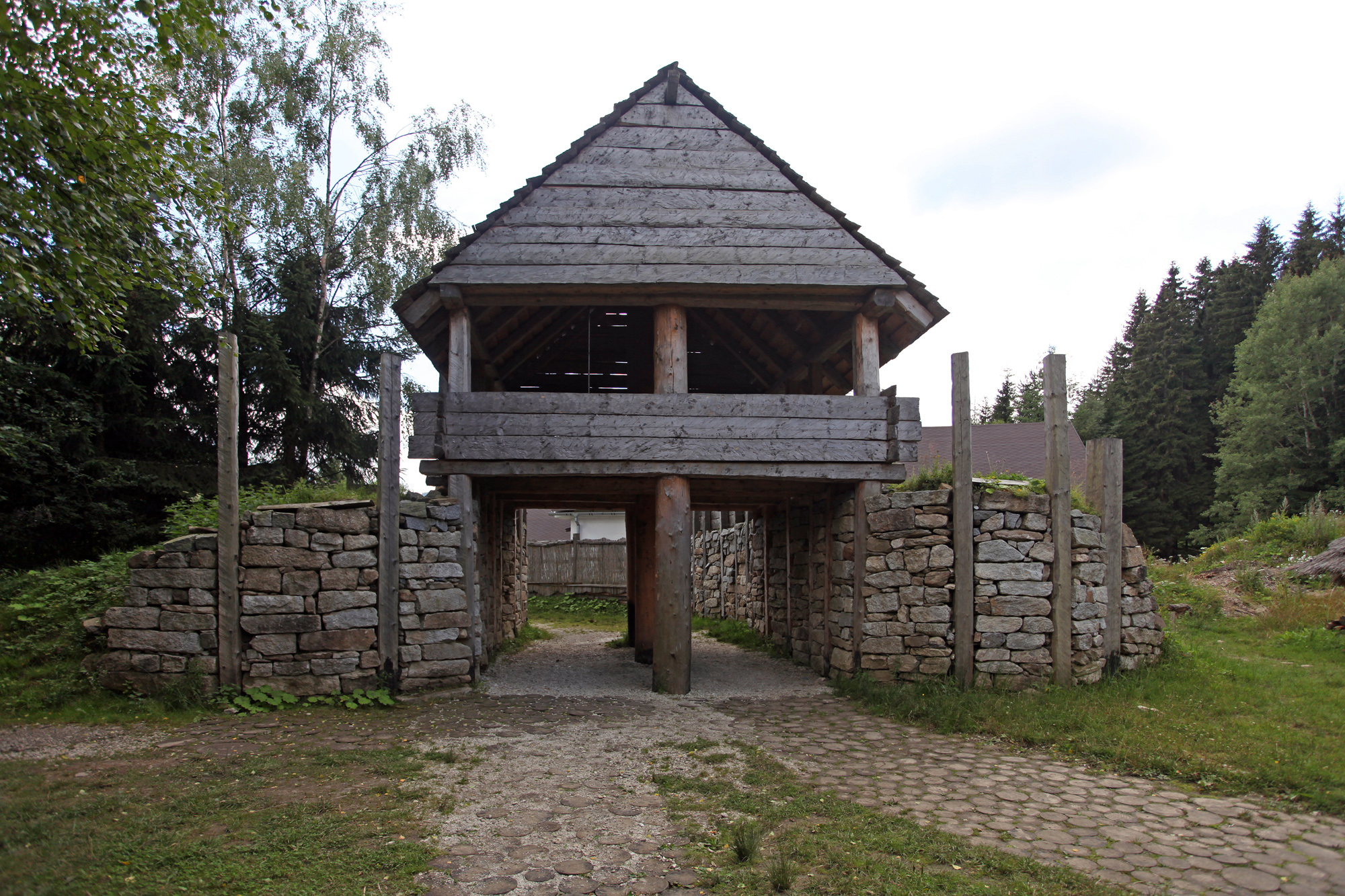
Vstupní brána a fortifikace Archeoparku Prášily je věrnou rekonstrukcí zadní brány oppida Nevězice

Oppidum sloužilo jako jeden z bodů strategické soustavy podél vltavské obchodní cesty. Bylo jen slabě osídleno a zaniklo dříve než jiná oppida na území Čech. V první polovině 1. století př. n. l. bylo opevnění na několika místech zachváceno požárem. Roli opěrného bodu na vltavské cestě pravděpodobně převzalo nedaleké hradiště (možná oppidum) v místě dnešního hradu Zvíkov.